# Jessica Barden
Jessica Barden, född 21 juli 1992 i Northallerton i North Yorkshire, är en brittisk skådespelare.

## Biografi
Barden föddes i Northallerton men familjen flyttade till Wetherby i West Yorkshire när hon var tre. Hon kommer från en arbetarklass där hennes far var fångväktare och hennes mor revisor. Hon har två bröder. Hon upptäcke skådespeleri genom skolan och hennes fars kärlek till film. Hon började sen ta lektioner på en lokal teaterförening och arbetade som statist på TV. Hon hoppade av skolan när hon var 15.
Barden började som barnskådespelare och gjorde sin skådespelardebut 1999 i TV-serien My Parents Are Aliens. När hon var 14 fick hon en roll i såpoperan Coronation Street (2007-2008). Hon gjorde även filmdebut i komedidramat Mrs Ratcliffe's Revolution (2007). Hon medverkade sedan i Tamara Drewe (2010) vilket gjorde att hon fick ett ungdomspris av London Film Critics' Circle. Året efter syntes hon i storfilmen Hanna (2011). Hon medverkade sen i ett antal filmer och TV-serier innan hon fick en större roll i BBC-serien The Outcast (2015). Hon hade också större roller i filmerna Far from the Madding Crowd (2015) och Mindhorn (2016).
Barden fick en av huvudrollerna i Netflix-serien The End of the F***ing World (2017-2019), vilken fick ett mycket gott mottagande bland kritiker och publik. 2018 syntes hon i filmen Scarborough vilket gav henne en British Independent Film Awards-nominering. Året efter medverkade hon både i filmen Jungleland (2019) och TV-serien Lambs of God (2019). Hon hade sedan huvudrollerna i filmerna Holler (2020) och Pink Skies Ahead (2020). Hon fick även huvudroller i serierna Bilder av henne (2022) och Älska igen (2023).

## Privatliv
Barden gifte sig med regissören Max Winkler i mars 2021. I oktober samma år fick de en dotter.
Barden har varit öppen om sina erfarenheter med ångest och terapi. 2023 talade hon också ut om sin irritation på "arbetarklass turism" inom skådespelaryrket. Särskilt när det kommer till att välbärgade skådespelare ska ta sig an arbetarklass roller med en nedsättande och ignorant attityd. Hon hängde särskilt ut skådespelaren Emma Corrin för att hen ville göra en smutsig film med en galen brytning.

## Filmografi (i urval)

### Film
| År   | Titel                      | Roll               | Notering |
| ---- | -------------------------- | ------------------ | -------- |
| 2007 | Mrs Ratcliffe's Revolution | Mary Ratcliffe     |          |
| 2010 | Tamara Drewe               | Jody Long          |          |
| 2011 | Hanna                      | Sophie             |          |
| 2012 | Comedown                   | Kelly              |          |
| 2012 | In the Dark Half           | Marie              |          |
| 2013 | Mindscape                  | Mousey             |          |
| 2014 | Lullaby                    | Meredith           |          |
| 2015 | Far from the Madding Crowd | Liddy              |          |
| 2015 | The Lobster                | Näsblödande kvinna |          |
| 2016 | Mindhorn                   | Jasmine            |          |
| 2016 | Ellen                      | Ellen              | TV-film  |
| 2017 | Habit                      | Lee                |          |
| 2018 | The New Romantic           | Blake Conway       |          |
| 2018 | Scarborough                | Beth               |          |
| 2019 | Jungleland                 | Sky                |          |
| 2020 | Holler                     | Ruth               |          |
| 2020 | Pink Skies Ahead           | Winona             |          |
| 2022 | Hearts of Stone            | Agatha             |          |

### TV
| År        | Titel                        | Roll             | Notering                           |
| --------- | ---------------------------- | ---------------- | ---------------------------------- |
| 1999      | My Parents Are Aliens        | Skolflicka       | Avsnitt: "The Date"                |
| 2005      | No Angels                    | Lucy             | Avsnitt: "#2.3"                    |
| 2006      | The Chase                    | Amy              | Avsnitt: "#1.2"                    |
| 2007-2008 | Coronation Street            | Kayleigh Morton  |                                    |
| 2011      | Comedy Showcase              | Bartender        | Avsnitt: "Chickens"                |
| 2012      | Ett fall för Vera            | Stella Macken    | Avsnitt: "The Ghost Position"      |
| 2013      | Coming Up                    | Ruby             | Avsnitt: "Sammy's War"             |
| 2013      | Chickens                     | Penny            | 3 avsnitt                          |
| 2015      | The Outcast                  | Kit Carmichael   | 2 avsnitt                          |
| 2016      | Murder                       | Jess             | Avsnitt: "The Big Bang"            |
| 2016      | Penny Dreadful               | Justine          | 6 avsnitt                          |
| 2017-2019 | The End of the F***ing World | Alyssa           | 16 avsnitt                         |
| 2019      | Lambs of God                 | Sister Carla     | 4 avsnitt                          |
| 2020      | Better Things                | Sig själv        | 2 avsnitt                          |
| 2020      | Urban Myths                  | Barbra Streisand | Avsnitt: "When Joan Kissed Barbra" |
| 2021      | Robot Chicken                | Rey              | Röstroll, 4 avsnitt                |
| 2022      | Bilder av henne              | Jane             | 7 avsnitt                          |
| 2023      | Älska igen                   | Emma             | 4 avsnitt                          |
| 2023      | American Horror Stories      | Bestie           | Okrediterad, 2 avsnitt             |